# Susanne Schempp

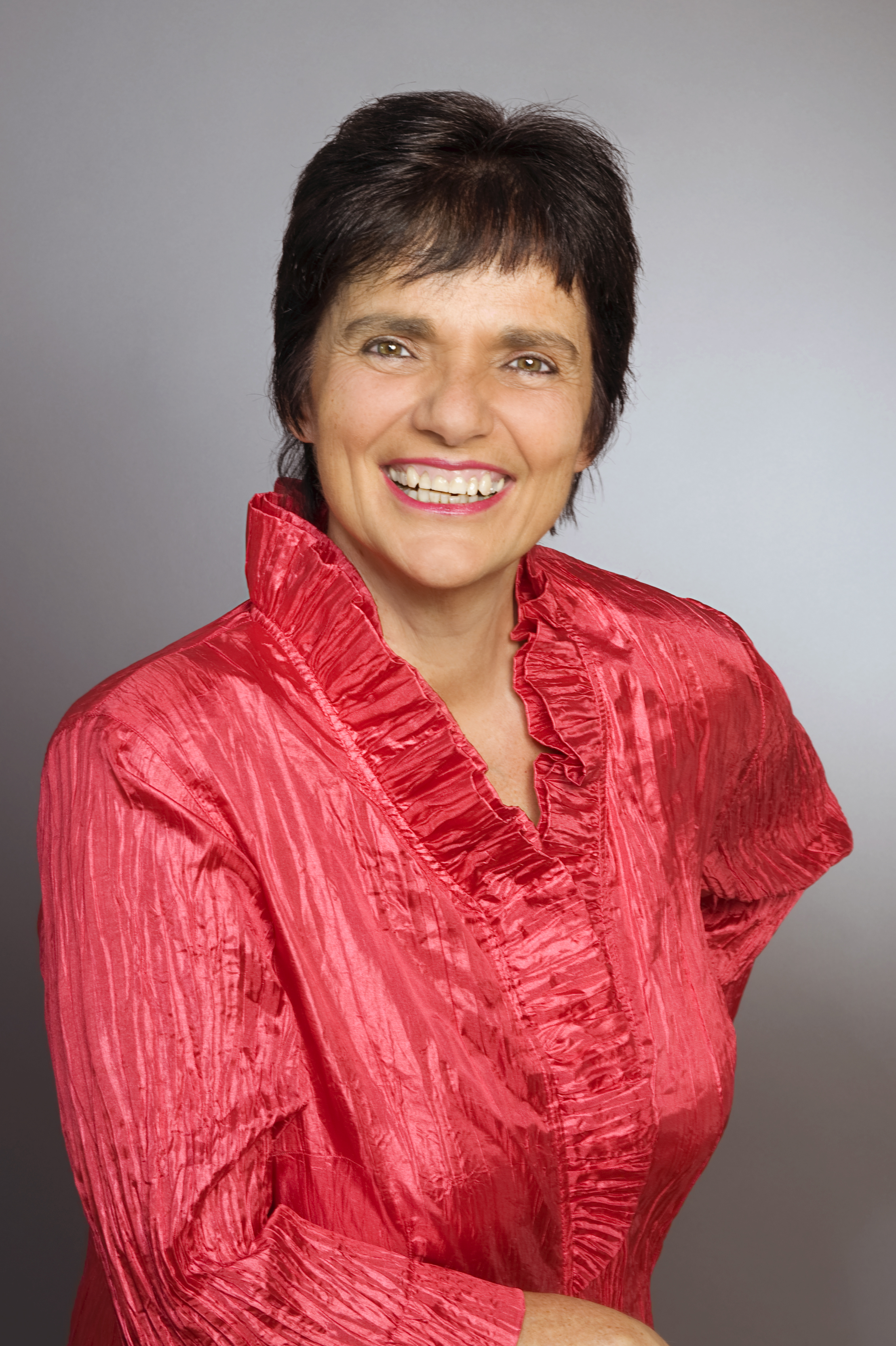
Susanne Schempp (2016)

Susanne Schempp (* 8. Januar 1958 in Stuttgart) ist eine deutsche Gospel-, Jazz- und Popsängerin, Songwriterin, Chorleiterin, Gesangspädagogin.

## Leben
Schempp machte 1976 das Abitur und studierte von 1978 bis 1985 Schulmusik und Pop an der Musikhochschule Stuttgart.
In den Jahren 1985 bis 2001 sowie 2010 bis 2017 produzierte sie mit dem Gesangstrio Honey Pie zehn Bühnenprogramme und sieben CDs. Von 2001 bis 2010 gehörte sie zum A-cappella-Quartett Salt Peanuts, das drei Programme und drei CDs veröffentlichte und 2003 den Hanns-Seidel-Songwriterpreis erhielt.
Sie war Jazzsolistin in der Hochschul-Big-Band und der SWR Big Band und in Bands mit Werner Acker, Uli Gutscher, Klaus Wagenleiter und Martin Schrack. Sie ist seit 1999 Mitgründerin und Chefin der Stuttgarter Pop-Gesangsschule „GoVocal“. Dort ist sie Leiterin der drei Chöre „Sixties in Motion“, Gospelchor und Jazzchor „VocaLadies“. Ihre Arrangements und Kompositionen sind bei Klett, Helbling und Bosse verlegt.
2008 begann eine Dauerlesereise mit der Stuttgarter Autorin Elisabeth Kabatek (Laugenweckle zum Frühstück u.v.A.)
Mit dem Percussionisten Harald Mall ist sie seit 2015 n dem Duo „Takt & Töne“ aktiv (eigene Songs auf Gedichte von Mall).
Schempp ist verheiratet und hat zwei Kinder.

## Diskografie

### Honey Pie
1990 Live Im Theaterhaus
1992 Strandradio
1994 Just the Way We Are
1996 Anything Goes
1998 All about Sisters
2000 As Time Goes by
2010 Back in Town

### Salt Peanuts
2003 Dry Roasted
2005 Weil Du Geburtstag hast
2007 Wir tun’s immer und überall

#### Jazz Solo
1995 I let a song go out of my heart (mit Martin Schrack, Piano)
2015 Duo Takt & Töne – Mosaik (mit Harald Mall, Texte/Percussion)

### Chöre

#### GoVocal Gospelchor
2006 Live
2009 Free
2012 Glory to God
2015 Now

#### Jazzchor VocaLadies
2008 Schicke Schuhe
2011 Küssen im Park
2015 ´s wonderful

#### Sixties in Motion
2008 Live
2015 Something good

### Presse
- http://www.theaterhaus.com/theaterhaus/?id=1,3,14739